# Óvalo de la Escuela Central de la Isla Norfolk
El Óvalo de la Escuela Central de la Isla Norfolk (en inglés: Norfolk Island Central School Oval) es un estadio de usos múltiples en Burnt Pine, en la Isla Norfolk un territorio dependiente de Australia en el Océano Pacífico. Se trata de un óvalo escolar, con una pista atlética en funcionamiento, zonas verdes amplias, una espacio para baloncesto y netball y equipamientos deportivos. Se trata del único estadio deportivo que existe en la realidad en la isla que se usa para partidos de fútbol.